# Pleurotomella herminea
Pleurotomella herminea är en snäckart som beskrevs av Dall 1919. Pleurotomella herminea ingår i släktet Pleurotomella och familjen kägelsnäckor. Inga underarter finns listade i Catalogue of Life.